# Buffalo (Oklahoma)
Pour les articles homonymes, voir Buffalo.
La ville de Buffalo est le siège du comté de Harper, dans l’État d’Oklahoma, aux États-Unis. Sa population s’élevait à 1 299 habitants lors du recensement de 2010, estimée à 1 311 habitants en 2015.

## Source
- (en) Cet article est partiellement ou en totalité issu de l’article de Wikipédia en anglais intitulé « Buffalo, Oklahoma » (voir la liste des auteurs).